# Phyllomyia deplanata
Phyllomyia deplanata là một loài ruồi trong họ Tachinidae.